# Voulez-Vous
A Voulez-Vous a svéd ABBA együttes hatodik stúdióalbuma. 1979-ben jelent meg. Az album első kimásolt kislemeze a Chiquitita volt, majd következett a Does Your Mother Know és az I Have A Dream, melyek a diszkó zene csúcspontjának számítottak, és számos országban No.1 helyezést értek el. Az Egyesült Királyságban az egyik legjelentősebb album volt.
Ez volt az egyetlen ABBA album, mely a Polar stockholmi stúdióján kívül máshol felvett dalt is tartalmaz. Az egyik instrumentális felvétel a Criteria Stúdióban készült Miamiben.
1978 tavaszán kezdődtek el a felvételek, melyek sok meg nem jelent és befejezetlen dalt hagytak maguk után. Az év második felében elkészült a Polar Studio, melyben folytatódott a dalok rögzítése. Az év végére nagyon sok anyag gyűlt össze, melyből hatot fejeztek be; ezek között van az  "If It Wasn’t For The Nights,"  melyet első kislemeznek szántak, de később nem jelent meg, a  Summer Night City  című őszi kislemez és a folkos hatásokat felvonultató  Chiquitita,  melyet az Unicef-gálán be is mutattak, és az album első kislemezeként jelent meg, sikert aratva.
Az 1979 év elején Agnetha és Björn elváltak; ez rányomta a bélyegét a készülő lemez hangulatára. A maradék dalokat egy barbados-i utazás után írták meg és vették fel. A lemez egészének stílusa sokrétű, a folkos hatású daltól a slágeresen át a diszkó/funkyig minden megtalálható.
A Voulez-Vous 1984-ben jelent meg CD lemezen. Az album eddig négy újrakiadást ért meg, az elsőt 1997-ben,majd 2001-ben és 2005-ben, amikor a The Complete Studio Recordings box szet részeként jelent meg, majd 2010-ben az album Deluxe változatát adták ki.

## Előzmények
1978 elején az ABBA sikereik csúcsán volt, és éppen befejezték promóciójukat a legújabb albumok és színházi filmjeik kiadásáért, a gondolatokat következő albumukra fordították, melyet karácsonyra tervezte. 1978. március 18-át kezdődően a Dr. Claus von Hamlet című dal demóját rögzítették, melyet újra és újra átírtak, azonban a hat hónap munka elteltével csak két dal született meg a kész albumra a The King Has Lost His Crown és a Lovers (Live A Little Longer) című dalok. Ezek azonban önálló kislemezként nem jelentek meg.
Ebben az időben nyílt meg a Polar Stúdió, mely abban az időben a legfejlettebb stúdiónak számított. Itt született meg a Lovelight és a Dream World című dalok. Azonban az albumra nem került fel egyik dal sem, a Lovelight csupán a Chiquitita kislemez B. oldalán szerepel. A dalok a később megjelent újrakiadáson mint bónusz dalok szerepeltek.
A csapat októberben befejezte az Angeleyes és az If It Wasn't for the Nights című dalok felvételeit. Az albumról kimásolt kislemez a Chiquitita az 1979. januári UNICEF gálán került végül bemutatásra. Az eredeti címe Arms Of Rosalita volt, végül a Chiquitita ütősebbnek hangzott. Andersson az új dalok közül ezt tekintette a legjobbnak, annak ellenére, hogy érezte, hogy a dal kicsit eltér a megszokott diszkó hangzástól. Nagyon furcsa volt, de éreztük, hogy ez volt a legjobb dal, ezért választottuk – mondta. A dal végül slágerlistás 2. helyezést ért el, azonban több országban No 1 volt. Azonban az angol kislemezlistán Blondie Heart Of Glass című slágere lett az első helyezett.
Január végén Andersson és Ulvaeus elhagyták Svédországot és béreltek egy lakást a Bahama-szigeteken, mert úgy érezték inspirációt kaphatnak az amerikai zene hallgatásával, és egész más hangulatban írhatnak dalokat. Ebből az időből született a Voulez-Vous és a Kisses Of Fire című dalok. Később elmentek a Miamiban lévő Criteria Stúdióba, ahol a Foxy nevű diszkó csapattal közösen dolgoztak. Ez volt az egyetlen alkalom, hogy Svédországon kívül vettek fel dalt. A svédországi visszatérés után megszületett a Does Your Mother Know című dal, melyet Björn énekel. A dalban csupán a refrént éneklik a csapat többi tagjai. Az Egyesült Államokbeli album eladások alapján ez volt a legsikeresebb album, melyet valaha az ABBA készített.
Március végére elkészült a két utolsó dal az As Good As New és az I Have A Dream című dalok. Utóbbit egy gyermekkórussal vették fel.
Április végén az album készen állt a kiadásra. Az album borítóját Stockholmban az Alexandra éjszakai klubban fotózták. Az album 1979. április 23-án jelent meg Európa szerte, többek között az Egyesült Királyságban, ahol 1. helyezést ért el, és egy hónapig listavezető volt. Kanadában, Új-Zélandon, Ausztráliában a legjobb 10-ben volt benne. Az Egyesült Államokban az ABBA legjobb 3. albuma volt.
A következő hónapokban több kislemez is megjelent az albumról így a "Voulez-Vous" melynek B oldalán az  "Angeleyes "  a kapott helyet, majd az  "I Have A Dream "  , és 1979 augusztusában a Gimme! Gimme! Gimme! (A Man After Midnight) jelent meg, négy hónappal az album megjelenése után, mely a később megjelent újrakiadásokon bónusz dalként szerepel.

## Az album dalai
A oldal
1. As Good As New – 3:24
2. Voulez-Vous 5:09
3. I Have A Dream – 4:45
4. Angeleyes – 4:20
5. The King Has Lost His Crown – 3:32

B oldal
1. Does Your Mother Know – 3:13
2. If It Wasn’t For The Nights – 5:09
3. Chiquitita – 5:26
4. Lovers (Live A Little Longer) – 3:30
5. Kisses Of Fire – 3:16

## Kislemezek
1. Chiquitita/Lovelight (1979. január)
2. Does Your Mother Know/Kisses of Fire (1979. április)
3. Voulez-Vous/Angel Eyes (1979. július)
4. Angeleyes/Voulez-Vous (1979. július)
5. As Good as New/I Have a Dream (spanyol változat) (1979)
6. I Have A Dream/Take A Chance On Me (koncertfelvétel) (1979. december)

## Slágerlista
| Slágerlista (1979)                           | Legmagasabb helyezés |
| -------------------------------------------- | -------------------- |
| Ausztrália (Kent Music Report)               | 5                    |
| Ausztria (Ö3 Austria Top 40)                 | 2                    |
| Kanada (Billboard Canadian Albums Chart)     | 6                    |
| Hollandia (Dutch Charts Album Top 100)       | 1                    |
| Finland (Suomen virallinen lista)            | 1                    |
| France (IFOP)                                | 13                   |
| Németország (Media Control Top 100 Album)    | 1                    |
| Japan (Oricon)                               | 1                    |
| Új-Zéland (Recorded Music NZ Top 40 Albums)  | 2                    |
| Norvégia (VG-lista Album Top 40)             | 1                    |
| Svédország (Sverigetopplistan Top 60 Albums) | 1                    |
| Egyesült Királyság (UK Albums Chart)         | 1                    |
| US Billboard 200                             | 19                   |

| Deluxe edition (2010) | Legmagasabb helyezés |
| --------------------- | -------------------- |
| UK Albums (OCC)       | 148                  |

| Slágerlista (1979)                     | Helyezések |
| -------------------------------------- | ---------- |
| Ausztrália (Kent Music Report)         | 30         |
| Ausztria (Ö3 Austria Top 40)           | 7          |
| Kanada (RPM Top Albums)                | 18         |
| Franciaország (IFOP)                   | 40         |
| Japán (Oricon)                         | 5          |
| New Zealand Albums (Recorded Music NZ) | 23         |
| UK Albums (OCC)                        | 5          |

| Slágerlista (1980)      | Helyezés |
| ----------------------- | -------- |
| Kanada (RPM Top Albums) | 37       |

| Slágerlista (1970–79) | Helyezés |
| --------------------- | -------- |
| Japán (Oricon)        | 17       |